# Flatonia (Texas)
Flatonia es un pueblo ubicado en el condado de Fayette en el estado estadounidense de Texas. En el Censo de 2010 tenía una población de 1.383 habitantes y una densidad poblacional de 326,59 personas por km².

## Geografía
Flatonia se encuentra ubicado en las coordenadas 29°41′19″N 97°6′22″O / 29.68861, -97.10611. Según la Oficina del Censo de los Estados Unidos, Flatonia tiene una superficie total de 4.23 km², de la cual 4.19 km² corresponden a tierra firme y (0.98%) 0.04 km² es agua.

## Demografía
Según el censo de 2010, había 1.383 personas residiendo en Flatonia. La densidad de población era de 326,59 hab./km². De los 1.383 habitantes, Flatonia estaba compuesto por el 76.79% blancos, el 6% eran afroamericanos, el 1.74% eran amerindios, el 0.14% eran asiáticos, el 0% eran isleños del Pacífico, el 14.46% eran de otras razas y el 0.87% pertenecían a dos o más razas. Del total de la población el 46.49% eran hispanos o latinos de cualquier raza.